# Olympische Winterspiele 1952/Teilnehmer (Australien)
| Gelbes Symbol für Goldmedaillen mit stilisierten Olympischen Ringen | Graues Symbol für Silbermedaillen mit stilisierten Olympischen Ringen | Braundes Symbol für Bronzemedaillen mit stilisierten Olympischen Ringen |
| ------------------------------------------------------------------- | --------------------------------------------------------------------- | ----------------------------------------------------------------------- |
| —                                                                   | —                                                                     | —                                                                       |

Australien nahm an den Olympischen Winterspielen 1952 in der norwegischen Hauptstadt Oslo mit neun Athleten, zwei Frauen und sieben Männern, teil.
Nach 1936 war es die zweite Teilnahme eines australischen Teams bei Olympischen Winterspielen.

## Teilnehmer nach Sportarten

### Ski Alpin
Herren
- Bob Arnott

- Abfahrt: 4:13,5 min (+ 1:42,7 min), Platz 71
- Riesenslalom: 3:38,4 min (+ 1:13,4 min), Platz 78
- Slalom: mit 1:21,1 min im ersten Lauf nicht für den zweiten Lauf qualifiziert, Platz 65

- Bill Day

- Abfahrt: 3:31,4 min (+ 1:00,6 min), Platz 60
- Riesenslalom: 3:10,5 min (+ 45,5 s), Platz 67
- Slalom: mit 1:13,9 min im ersten Lauf nicht für den zweiten Lauf qualifiziert, Platz 54

- Barry Patten

- Abfahrt: 3:53,1 min (+ 1:22,3 min), Platz 67
- Riesenslalom: 3:41,5 min (+ 1:16,5 min), Platz 80
- Slalom: mit 1:29,6 min im ersten Lauf nicht für den zweiten Lauf qualifiziert, Platz 76

### Eiskunstlauf
Damen
- Nancy Burley

- Pflicht: 17, Kür: 14, Punkte: 135,633, Bewertung: 135 – Platz 14

- Gweneth Molony

- Pflicht: 18, Kür: 22, Punkte: 124,344, Bewertung: 190 – Platz 21

Herren
- Adrian Swan

- Pflicht: 12, Kür: 9, Platzziffer: 95, Punkte: 138,689 – Platz 10

### Eisschnelllauf
Herren
- Colin Hickey

- 500 m: 46,2 s (+ 3,0 s), Platz 29
- 1500 m: 2:30,4 min (+ 10,0 s), Platz 30
- 5000 m: 8:57,6 min (+ 47,0 s), Platz 28

### Ski Nordisch

#### Langlauf
Herren
- Bruce Haslingden

- 18 km: 1:29:58 h (+ 28:24 min), Platz 74
- 50 km: Rennen nicht beendet

- Cedric Sloane

- 18 km: 1:32:39 h (+ 32:05 min), Platz 75
- 50 km: Rennen nicht beendet